# Nodo centinela
Un nodo centinela es un nodo utilizado en estructura de datos para agilizar y simplificar operaciones en listas enlazadas y árboles. Este tipo de dato representa el final de una estructura de datos. Las listas enlazadas pueden usar un objeto centinela para indicar el final de la lista. Del mismo modo, los árboles pueden utilizar un nodo centinela para indicar un nodo sin hijos o nodo hoja. No siempre es necesario utilizar un nodo centinela. Usualmente, por facilidad de implementación se sustituye por el valor NULL.
- Datos: Q2422612